# General Electric GE90
General Electric GE90 є сімейством високодвоконтурних турбовентиляторних авіаційних двигунів, збудованих GE Aviation для Boeing 777, з тягою 360-514 кН (36,7-52,4 тс). В експлуатацію його було введено разом з British Airways у листопаді 1995 р. Доступний у трьох варіантах для 777-200, -200ER, and -300 версій та є ексклюзивним двигуном -200LR, -300ER та 777F. Станом на кінець 2018 р. є найбільшим і найпотужнішим авіадвигуном в світі, однак на початку 2019 р. очікується випуск послідовника GE9X з більшими розмірами, але меншою максимальною тягою.

## Розробка

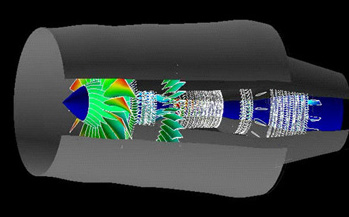
Симуляція ОГД повітряного потоку крізь двигун (1988 р.)

GE90 було сконструйовано у 1970-х рр. в рамках програми NASA Energy Efficient Engine. Двигун GE GE36 UDF (гвинтовентиляторний двигун) планувався на заміну CFM International CFM56, що поступався характеристиками IAE V2500, однак після проблем з останнім продажі GE зросли. GE не був зацікавлений у канібалізації GE36-им CFM56-ого, попри все інтегрував blade-технологію UDF у GE90.
Запуск програми GE90 відбувся у 1990 р. Головним чином, він позиціонувався лише для 777, і тодішній генеральний директор GE Aviation Браян Г. Роув (Brian H. Rowe) готовий був вкласти кошти у адаптацію для A330, однак стратегія Airbus для довготривалих рейсів була сфокусована на чотиримоторні A340, не беручи до уваги, що ринок віддав перевагу двомоторним рішенням.

## Конструкція

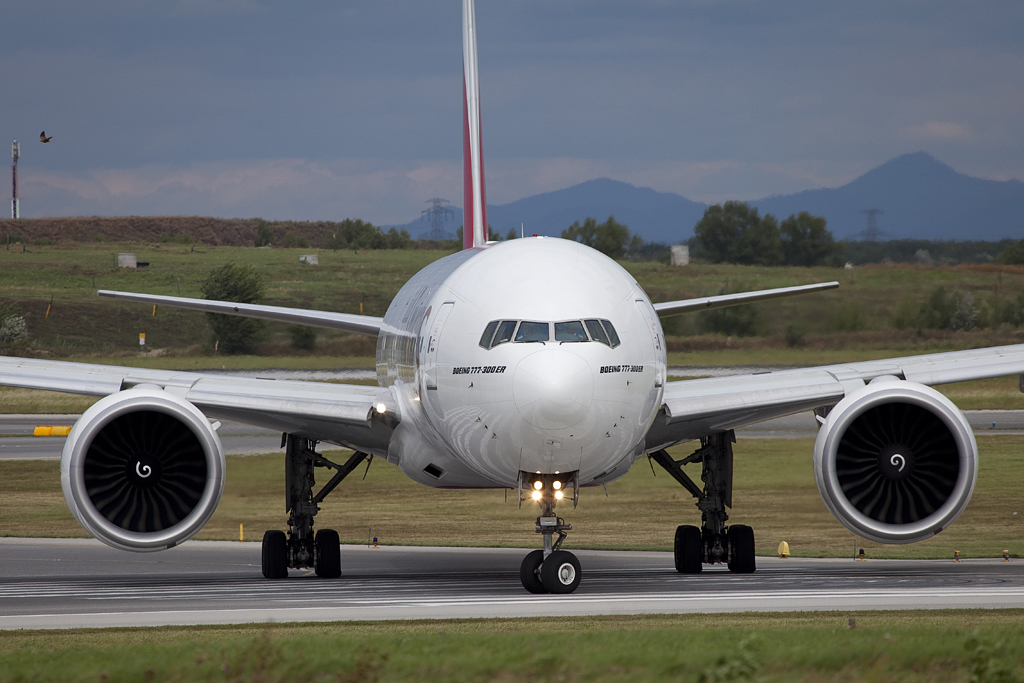
Діаметр GE90-115B 3,25 м проти діаметру фюзеляжу 777 ― 6,20 м

10-ступеневий компресор високого тиску встановив галузевий рекорд співвідношенням 23:1, що досягнуто завдяки двокамерній з повітряним охолодженням турбіні високого тиску. Триступеневий компресор низького тиску, встановлений одразу за вентилятором, з достатком нагнітав повітря в центральному потоці. Пропелер LPC приводиться в дію 6-ступеневою турбіною низького тиску.
Потужніші варіанти GE90-110B1 та -115B мають відмінну від первинних версій GE90 архітектуру: з компресорів високого та низького тиску демонтовано по одному ступеню. Було досягнуто збільшення центрального потоку. General Electric здійснювали подібну модернізацію при оновленні CF6 з -6 на -50. Однак такий спосіб збільшення тяги є дороговартісним, так як всі компоненти, встановлені за течією потоку (наприклад, турбіни) повинні мати більші розміри. Вентилятор удосконалено, збільшено у розмірах, виготовлено з композитних матеріалів і в даному двигуні вперше представлені вигнуті лопаті вентилятора (swept rotor blades).

## Використання
GE90 був сконструйований як повністю новий двигун, на що було витрачено 2 млрд доларів. Головним чином його позиціонували як нове рішення для трансокеанських маршрутів, в той час як варіанти від Pratt & Whitney та Rolls-Royce були модифікаціями існуючих.
Перший Boeing 777, оснащений двигунами GE, було доставлено British Airways 12 листопада 1995 р. Цей літак було введено в експлуатацію п'ятьма днями пізніше. Основний період служби характеризувався проблемами з передчасним зношуванням підшипників трансмісії, що призвело до призупинення роботи всього флоту 777 на трансокеанічних маршрутах у 1997 р. В тому ж році роботу було відновлено.
Проблеми з розробкою та тестуванням GE90 призвели до затримок в сертифікації Federal Aviation Administration. На додаток збільшена продуктивність GE90 досі не знайшла потрібного попиту серед авіакомпаній, до того ж, даний двигун був найважчий на ринку, що ставило його у найменш привабливу комерційну нішу, чим успішно користувався Rolls-Royce. Невдовзі British Airways замінили на 777-х GE90 двигунами Rolls-Royce.

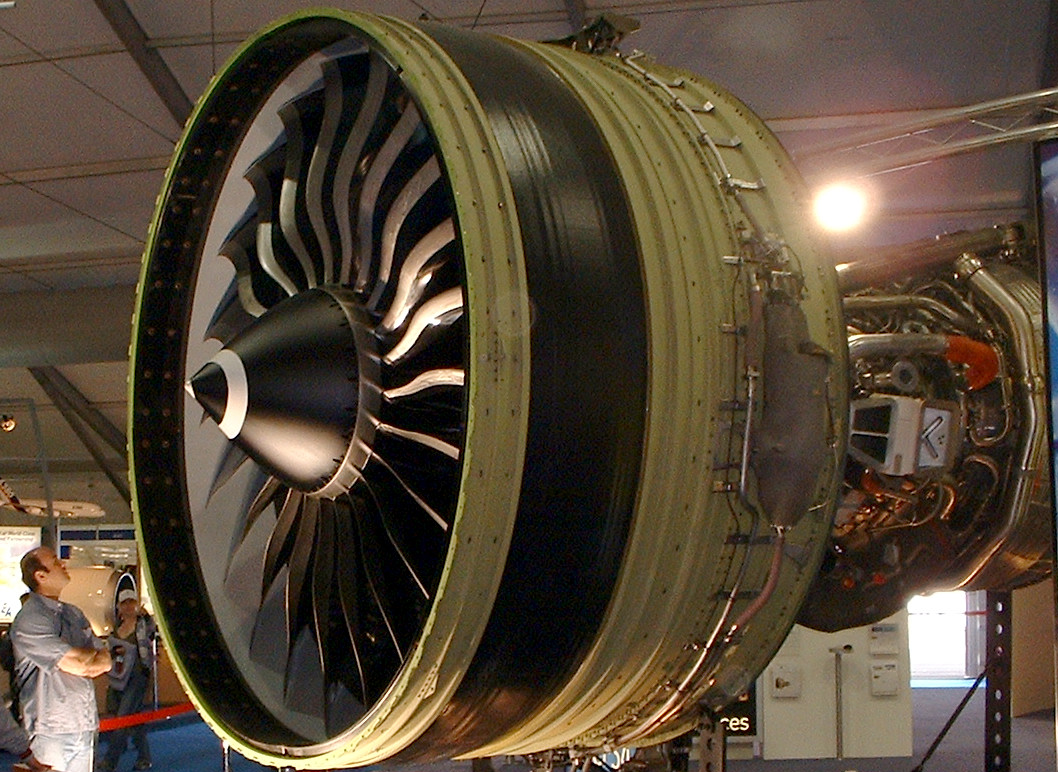
Двигун в порівнянні з людиною

Для наступного покоління далекобійних версій 777 (пізніше названих 777-200LR, 777-300ER та 777F) більша тяга виявилась більше затребуваною. General Electric та Pratt & Whitney, враховуючи інвестиції 0,5 млрд доларів у подальші модифікації, наполягли на умовах контракту «переможець-бере-все», відповідно GE стала ексклюзивним постачальником двигунів для 777-200LR, -300ER та 777F.
Більше продуктивні GE90-110B1 та -115B, у поєднанні з другим поколінням 777-200LR та -300ER, стали основним аргументом у конкурентній боротьбі проти двомоторних далекобійників, де головним суперником було сімейство A330/340. Використання двох двигунів давало перевагу у зменшенні витрат на 8–9% для -300ER порівняно з чотиримоторним A340-600. 777-300ER розглядали як заміну 747-400, котрий в умовах постійного росту цін на паливо споживав на 20% більше.
До моменту представлення наступника GE9X сімейство GE90 справедливо було назване найбільшими двигунами в історії авіації. Діаметр вентилятора GE90-115B становив 3,30 м. Як наслідок, перевозити GE90 повітрям у зібраному вигляді може літак типу Ан-124, що створює певні проблеми для аварійних 777. З демонтованим вентилятором його може перевезти 747 Freighter.
17 грудня 2005 р. неполадки двигуна GE90-94B на літаку Air France Boeing 777 за маршрутом з Сеулa в Париж призвели к термінової посадки в Іркутську. Замінний двигун було доставлено Ан-124.

### Досягнення

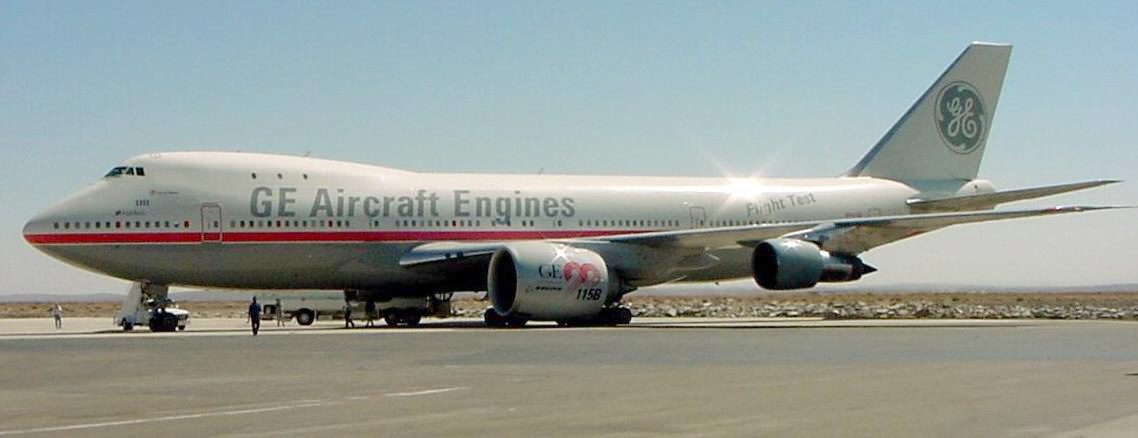
Тестовий політ GE90-115B на Boeing 747

Згідно Книги рекордів Гіннеса, за двигуном зареєстровано рекорд найбільшої тяги у 513 кН. Досягнення встановлене без таких намірів у процесі одногодинного стресового польоту, з виходом параметрів за червоні зони. Для подолання деформаційних процесів було розроблено і застосовано новий сплав GE1014. Новий рекорд встановлено під час тестування наступника ― GE90-115B в Peebles, штат Огайо. Тест покращив раніше досягнутий результат до 546,98 кН.
У жовтні 2003 р. Boeing 777-300ER побив рекорд ETOPS, коли спромігся на одному рушії пролетіти 5 год 30 хв. Сертифікаційний політ ЕТОПС здійснювався з двигунами GE90-115B з Сіетлу до Тайваню.
В листопаді 2005 р. встановлено другий рекорд. 777-200LR із встановленими GE90-110B1 виконав найдовший комерційний політ, однак на борту не було оплачених пасажирів, лише гості та преса. 777-200LR пролетів 13 422 миля (21 601 км) за 22 год 42 хв з Гонконга до Лондона «довшим шляхом» ― над Тихим океаном, через США, далі через Атлантику в Лондон.

## Інциденти
11 серпня 2004 р. Boeing 777-200ER з GE90-85B, British Airways, рейс 2024. Зазнав пошкодження двигуна на злеті з George Bush Intercontinental Airport, Х'юстон. Пілоти зауважили шум та вібрацію на злеті, але не припинили його. На висоті 1500 футів AGL було спостережено дим і закурення в кабіні, салон теж почало затягувати димом. Борт розвернувся і здійснив посадку в тому ж аеропорті.
За висновками обстеження виявлено відокремлення лопатки на хвостовику 2-го ступеня турбіни з пошкодженням задніх лопатей (trailing blades), що спричинило вібрацію. У модогондолі було виявлено уламки.
28 травня 2012 р., 777 Air Canada вилетів з Торонто по маршруту в Японію. Відмова GE90-115B на висоті 1 500 футів (460 м), борт повернувся без ускладнень. На землі було виявлено уламки двигуна.
8 вересня 2015 р. 777-236ER з GE90-85B British Airways, рейс 2276, зазнав відкритих пошкоджень двигуна під час злету, що призвело до займання. Розпочате розслідування NTSB та FAA. Попередні висновки оприлюднені у вересні того ж року.
27 червня 2016 р. 777-300ER з GE90-115B Singapore Airlines, рейс 368, екіпаж отримав попередження про стан оливи, після чого повернувся у Singapore Changi Airport. При посадці несправний правий двигун зайнявся, що призвело до пошкодження двигуна та крила.

### Проблеми з трансмісією
16 травня 2013 р. FAA видало директиву літної придатності і надіслала всім власникам та операторам бортів з двигунами General Electric GE90-110B1 та GE90-115B. Документ підготовано через повідомлення про дві несправності системи трансмісії (transfer gearbox assemblies (TGBs), що призвело до заглушення двигунів під час політу (in-flight shutdowns (IFSDs)). Розслідування вказало на розтріскування та розсипання радіальної передачі (TGB radial gear cracking and separation). Подальші дії виявили додаткові тріщини.

## Специфікації

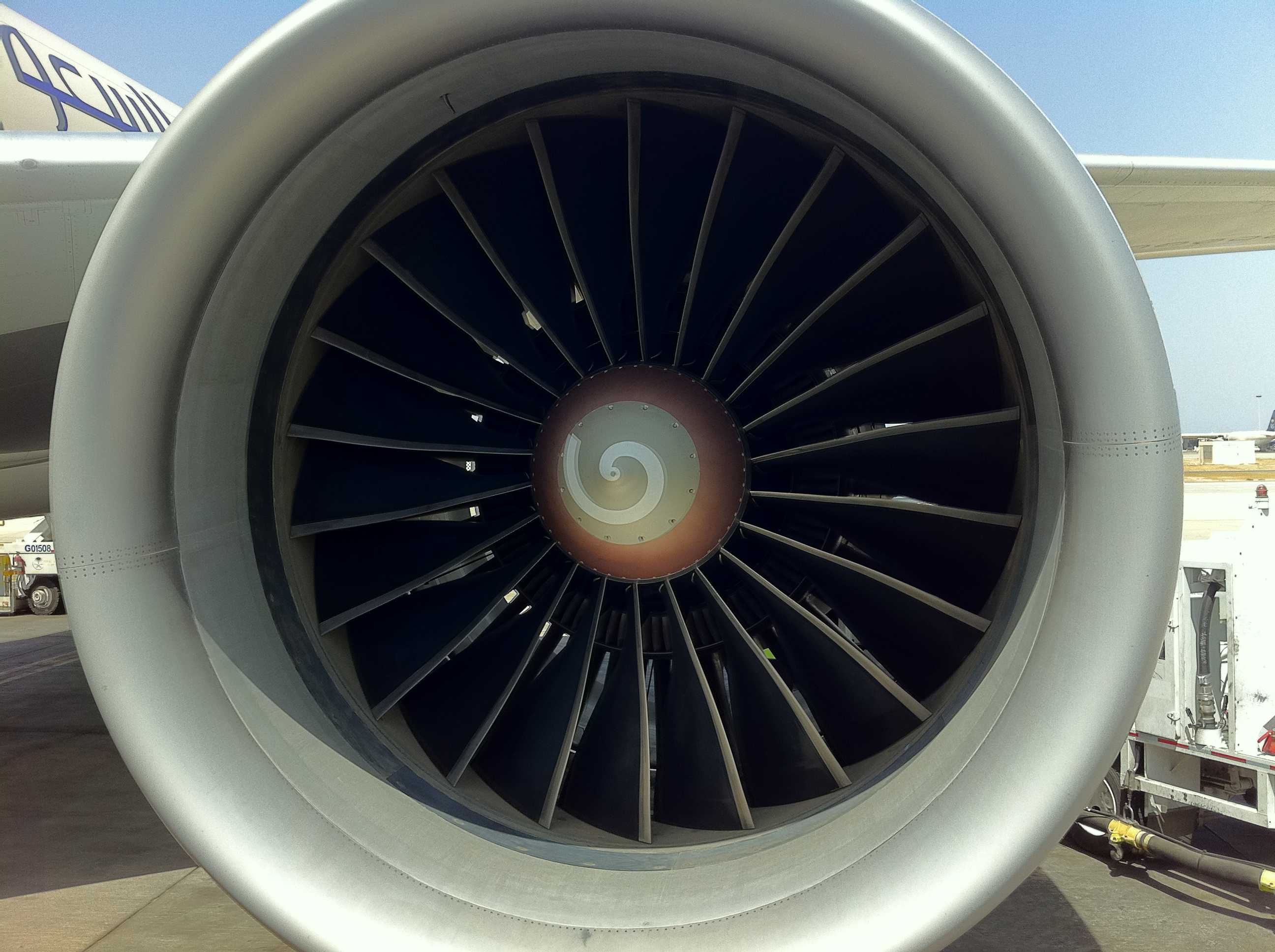
B777-200ER, прямі лопаті вентилятора GE90-94B

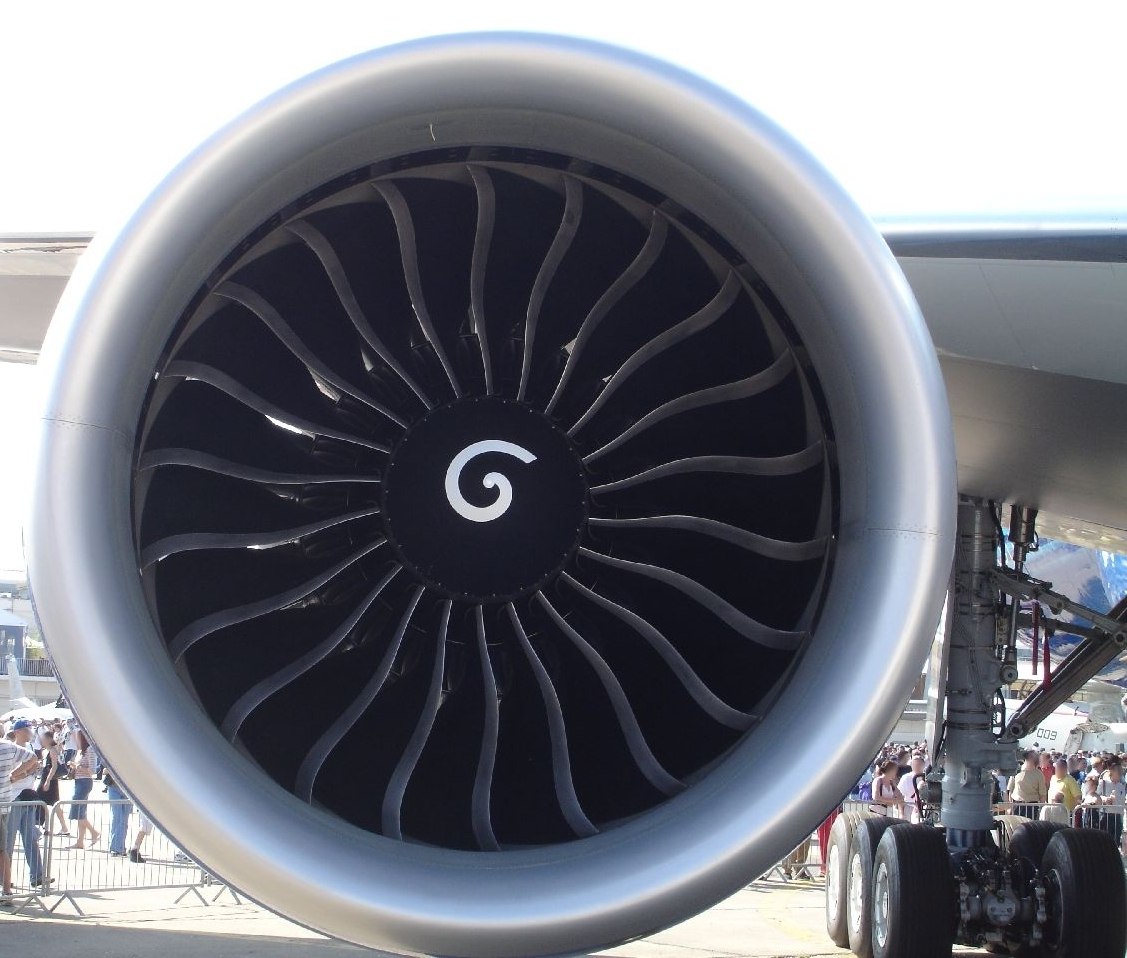
B777-200LR, вигнуті лопаті GE90-110B1

| Варіант                  | -76B/-77B/-85B/-90B/-94B                                          | -110B1/-113B/-115B                                                |
| ------------------------ | ----------------------------------------------------------------- | ----------------------------------------------------------------- |
| Тип                      | Подвійний ротор, осевий потік, високодвоконтурний турбореактивний | Подвійний ротор, осевий потік, високодвоконтурний турбореактивний |
| Компресор                | 1 вент, 3-ступ НТ, 10-ступ ВТ                                     | 1 вент, 4-ступ НТ, 9-ступ ВТ                                      |
| Турбіна                  | 2-ступенева високого тиску, 6-ступенева низького тиску            | 2-ступенева високого тиску, 6-ступенева низького тиску            |
| Довжина                  | 729 см                                                            | 728,1 см                                                          |
| Макс. ширина             | 387 см                                                            | 376,9 см                                                          |
| Макс. висота             | 395 см                                                            | 392,6 см                                                          |
| Діаметр пропелера        | 310 см                                                            | 330 см                                                            |
| Маса                     | 7 893 кг                                                          | 8 762 кг                                                          |
| Злітна тяга              | 360,6-432,8 кН                                                    | 492,7-513,9 кН                                                    |
| Швидкість ротора НТ      | 2 261,5 об/хв                                                     | 2 355 об/хв                                                       |
| Швидкість ротора ВТ      | 9 332 об/хв                                                       | 9 332 об/хв                                                       |
| Ступінь двоконтурності   | 8,4 - 9                                                           | 9                                                                 |
| Співвідношення тиску     | 40:1                                                              | 42:1                                                              |
| Співвідношення тяга/маса | 5,59                                                              | 5,98                                                              |

## Послідовники

### GEnx
GEnx було розроблено для Boeing 787 Dreamliner та 747-8. Походить від зменшеного основного варіанту GE90, але із вигнутими лопатями (swept rotor blades).

### GP7000
У співпраці з Pratt & Whitney (Engine Alliance) було розроблено варіант для Airbus A380, на основі ядра GE90-110B/115B із зменшеною продуктивністю на К=0,72.

### GE9X
У лютому 2012 р. GE анонсував дослідження по розробці послідовника з 10% ефективнішими показниками, ним буде оснащено новий Boeing 777-8X/9X.

### LM9000
LM9000 ― це аеродеривативна газова турбіна, доступна у двох варіантах.

## Конкуренти
- Pratt & Whitney PW4000
- Rolls-Royce Trent 800
- Rolls-Royce Trent XWB

## Поклики
- Офіційний сайт
- It's Great Design Too: World's Biggest Jet Engine Fan Blade at The Museum of Modern Art (Пресреліз). GE Aviation. 16 листопада 2004. Архів оригіналу за 11 жовтня 2016. Процитовано 12 грудня 2018.